# All the Right Moves (filme)
All the Right Moves (bra: A Chance) é um filme americano de 1983, dirigido por Michael Chapman e escrito por Michael Kane. A obra é estrelada por Tom Cruise, Craig T. Nelson e Lea Thompson. O drama conta a história de Stefen Djordjevic (Tom Cruise), um adolescente de uma pequena cidade que luta para obter uma bolsa de estudo jogando Futebol americano e assim conseguir deixar sua cidade natal. O filme estreou nos Estados Unidos em 21 de outubro de 1983 e apesar das críticas mornas, foi um sucesso de bilheteria, arrecadando 17,233,166 milhões de dólares, três vezes mais que seu custo inicial de 5,6 milhões de dólares.

## Enredo
Stefen "Stef" Djordjevic (Cruise) é um secundarista sérvio-americano que tem talento tanto acadêmico quanto esportivo. Ele joga futebol americano e busca conseguir uma bolsa de estudo para ir para a universidade e assim sair da economicamente devastada pequena cidade de Ampipe no oeste da Pennsylvania. Ir para a faculdade é para ele também uma forma de evitar terminar seus dias trabalhando um em subemprego ou na siderúgica como seu pai e seu irmão Greg. Stef sonha em se tornar um engenheiro logo após a graduação. Ampipe é uma cidade operária cuja economia é dominada pelo principal empregador da local, a American Pipe & Steel, uma companhia siderúrgica em dificuldades devido à recessão econômica do início dos anos 1980. Stef "sobrevive" ao seu dia-a-dia por causa de seu amor por sua namorada, Lisa Lietzke (Thompson) e sua intensa ligação com seus colegas de time.
Grande parte do filme se passa logo após o grande jogo contra o time invicto da Walnut Heights High School. Ampipe parece em vantagem para ganhar o jogo até que alguns erros de Stef fazem com o time acabe perdendo para Walnut Heights. Após o jogo, já no vestiário o treinador Burt Nickerson (Nelson) critica duramente Stef, acusando-o de ter "desistido" do jogo. Quando Stef replica dizendo que o próprio treinador também desistiu do jogo, Nickerson o expulsa do time.
Como consequência, alguns torcedores do Ampipe mais irritados, vandalizam a casa e o quintal do treinador. Stef está presente e participa relutantemente do ato, mas de qualquer forma ele é visto por Nickerson enquanto o bando foge. A partir desse momento, Stef passa a lidar com inúmeros problemas pessoais, incluindo as tentativas de Nickerson de manchar seu nome junto as faculdades (pondo em risco assim suas chances de conseguir uma bolsa) devido à sua participação no ato de vandalismo. Stef também briga com sua namorada e seu melhor amigo, Brian (Penn), decide desistir de uma bolsa de estudos oferecida por uma universidade afim de casar com sua namorada grávida.
Frustrado pelo que Nickerson lhe fez, Stef irritadamente confronta seu ex-treinador o que termina numa discussão acalorada em público. Lisa, então, decide falar com a esposa de Nickerson afim de ajudar seu namorado. No final, o treinador percebe que ele estava errado ao tentar minar as chances de Stef de conseguir uma bolsa em uma faculdade. Nickerson, que acaba de aceitar uma posição como treinador na California Polytechnic State University, oferece a Stef uma bolsa total para jogar futebol pela universidade e ele aceita.

## Elenco
- Tom Cruise como Stefan Djordjevic
- Craig T. Nelson como Técnico Burt Nickerson
- Lea Thompson como Lisa Lietzke
- Charles Cioffi como Pop
- Gary Graham como Greg
- Paul Carafotes como Vinnie Salvucci
- Chris Penn como Brian
- Sandy Faison como Suzie Nickerson
- James A. Baffico como Bosko
- Mel Winkler como Jess Covington
- Leon Robinson como Shadow
- Terry O'Quinn como Freeman Smith

## Produção
O filme foi produzido por Stephen Deutsch, com Phillip Goldfarb como co-produtor. Gary Morton da Lucille Ball Productions foi produtor executivo. A produção foi filmada durante sete semanas em Johnstown, Pensilvânia, no início da primavera de 1983. Um colégio abandonado, o antigo campus de Greater Johnstown High School, foi usado como a localização do filme, juntamente com o Point Stadium. A atriz Lea Thompson foi inserida como nova aluna na Ferndale Area High School por três dias antes das gravações. Cruise foi igualmente inserido na High Johnstown High School, mas foi reconhecido imediatamente. (Na época, seu único papel de destaque havia sido em Taps, já que The Outsiders e Risky Business ainda não haviam sido lançados).

## Trilha sonora
Lançada pela gravadora Casablanca, a trilha sonora do filme chegou a posição #165 na Billboard 200.

### Faixas
1. "All the Right Moves" – Jennifer Warnes e Chris Thompson
2. "The Last Sand" – Doug Kahan
3. "This Could Be Our Last Chance" – Danny Spanos
4. "Love Theme from All the Right Moves (Instrumental)" – David Campbell
5. "Blue Skies Forever" – Frankie Miller
6. "Unison" – Junior
7. "Mr. Popularity" – Winston Ford
8. "I Don't Wanna Go Down" – Roach
9. "Hold Me Close to You" – Stephanie Mills

## Recepção
O filme foi lançado no outono de 1983 e teve uma pontuação de 53% no Rotten Tomatoes com base em 19 avaliações, e uma pontuação geralmente favorável de 62% no Metacritic com base em 7 avaliações. Jay Carr, do The Boston Globe, afirmou que "Cruise é crível como um atleta", e Janet Maslin, do The New York Times, chamou-o de "uma fábula da classe trabalhadora enfeitada mas bem feita, sobre uma estrela do futebol". Localmente, Ed Blank, do Pittsburgh Press, viu-o como falho, mas que capturou o olhar de Johnstown, e Marylynn Urucchio, do Pittsburgh Post-Gazette, classificou-o como elementar, mas edificante.
Entre as críticas desfavoráveis, a TV Guide chamou o filme de "clichê" e Richard Corliss da Time chamou-o de "pequeno filme ingênuo (que) espera provar-se o Flashdance do futebol". Em 2018, Thompson afirmou que inicialmente não queria o papel, pois o roteiro exigia que ela participasse de duas cenas de nudez, mas Cruise persuadiu os produtores a abandonar uma das cenas.